# Геркулес (созвездие)
Геркулес (лат. Hercules) — созвездие северного полушария неба. Площадь в 1225,1 квадратного градуса, 235 звёзд, видимых невооружённым глазом. Наиболее благоприятные условия видимости в июне.

## Астеризмы
Астеризм Бабочка, определяющий характерную форму созвездия, включает звёзды — ε, δ, β (Корнефорос), π, η, ζ.
Астеризм Краеугольный камень — «северное крыло» астеризма Бабочка, включает звёзды ε, π, η и ζ. Название восходит к евангельской притче.

## Другие объекты
В созвездии Геркулеса расположена точка солнечного апекса. Солнце перемещается относительно звёзд (относительно локального стандарта покоя) со скоростью 20 км/с в направлении с экваториальными координатами α = 270°, δ = 30° . При этом Солнце движется вместе с этими звёздами вокруг центра Галактики со скоростью 220 км/с.

## История созвездия
Первоначально созвездие не персонифицировалось и называлось «Коленопреклонённый»: в каталог звёздного неба Клавдия Птолемея «Альмагест» (140 г. н. э.) включено под этим именем. У Арата в «Явлениях» (III в. до нашей эры) ещё говорится: «Образ мужа близ них, истомлённого тяжким страданьем. Имя неведомо нам, ни скорбных страданий причина» (Арат, «Явления», 65). Однако, уже с V в. до нашей эры греки начинают называть созвездие «Геракл» (латинизированное Геркулес) — в честь главного героя древней Греции, сына Алкмены и Зевса, известного своими двенадцатью подвигами.